# Алецио
Алѐцио (на италиански: Alezio, до 1873 г. Villapicciotti, Вилапичоти) е градче и община в Южна Италия, провинция Лече, регион Пулия. Разположено е на 75 m надморска височина. Населението на общината е 5611 души (към 2011 г.).